# Linia Holmenkollen
Linia Holmenkollen (norw. Holmenkollbanen) – część linii metra nr 1 w systemie metra w Oslo, której trasa przebiega od Majorstuen do Nordmarka. Linia w dolnej części wiedzie głównie przez tereny mieszkalne z domami jednorodzinnymi, zaś w górnej części przebiega przez obszary rekreacyjne Nordmarka. Stacja Holmenkollen mieści się niedaleko Holmenkollen nasjonalanlegg, gdzie odbywają się międzynarodowe zawody w narciarstwie klasycznym.
Linia Holmenkollen jest najstarszą linią metra w Oslo i została otwarta jako linia szybkiego tramwaju w roku 1898 przez firmę Holmenkolbanen. Na początku wybudowano odcinek od stacji Majorstuen do stacji Besserud. W roku 1916 trasa linii została wydłużona do Tryvann, ostatnie 1,4 km jest wykorzystywane tylko przez pociągi towarowe. W 1928 roku linia została przedłużona do podziemnego dworca Nationaltheatret.